# Cetin
Cetin a Podcetin falu fölé magasodó várrom Horvátországban, Cetingrádtól öt kilométerre.

## Név eredete
Maga a vár nevét illetően több verzió is létezik.Cetin neve a dalmáciai Cetin-folyóra, vagy a rómaiak előtt e területet lakó pannonokra is visszavezethető, bár maga a szó szláv eredetű, mely sűrű, sötét erdőséggel borított helyet jelent. Viszont a település, Cetingrad neve a történelem során sokszor változott. Először Kekicsfalu néven (egykori török ura, Kekics bég után) említik, majd miután felszabadult a török uralom alól nevezték el Valisfalunak, amelyet később 1908 után Matija Polić ispán ígéretéhez híven Cetingradra változtattak.

## Története
A vár a  14. században már állt. Feltételezések szerint már a Római Birodalom idején is lehetett a helyén település. A dokumentumok először 1334-ben említik a cetini Mindenszentek egyházközséget. Cetin a középkorban élte virágkorát. A közelében ferences kolostor és számos templom volt. 1387-ben Zsigmond magyar király a Frangepán családnak adományozta  Cetint Frangepán János  horvát-szlavón bán révén, akinek fia 1405-ben eladta, és csak 1437-ben kerül vissza újból a családhoz. 1449-ben birtokosztás révén Frangepán Györgyhöz került, aki később a család cetini ágának megalapítója lett. Miután a családi ág 1520-ban kihalt, a Frangepán szluini ág uralta a várat. 1527. január 1-én itt választották királyukká a horvát rendek  Habsburg Ferdinándot. A 16. és 17. század igen súlyos időszakot hozott a vár életébe, lévén többször is gazdát cserélt.Először a törökök foglalták el 1536-ban, átépítve azt teljesen 1559-ben, majd 1576-ban a horvátok vették vissza. Újabb rövid török uralmat követően, 1579-ben a királyi csapatok foglalták el. Ám a romossá lett várat lerombolták, mivel azt alkalmatlannak minősítették a török elleni védekezésre. A törökök később újraépítették, viszont 1596-ban ki is vonultak belőle. 1638-ban aknával levegőbe repítették és 1646-ban ismét teljesen lerombolták. Frangepán Farkas nyerte vissza rá a családi tulajdonjogot. Amikor a harcok újra megindultak, a várat is újjáépítették, ám még ebben az évben az oszmánok el is foglalták, de Frangepán Gáspár visszafoglalta, és megint leromboltatta a várat. 1670-ben újból az oszmánoké lett, akik megrongált védműveit kijavították és 1737-ben a királyi sereg nem is boldogult bevételével. Végül csak 1790-ben sikerült Wallis tábornoknak újra visszaszereznie. 1809-ben a törökök rövid időre újra elfoglalták. A császári hadsereg 1813-ban és 1834-ben is próbálkozott visszafoglalásával, sikertelenül. 1849-ben laktanyát alakítottak ki benne, majd 1870-ben Kordun térség parancsnoka a  határőrvidéki parancsnokság rendeletére lebontatta a várat és kőanyagát eladta.